# Getting Over It with Bennett Foddy
Getting Over It With Bennett Foddy è un videogioco indipendente del 2017 realizzato da Bennett Foddy.

## Modalità di gioco
Il protagonista del gioco è un uomo nudo di nome Diogenes che, all'interno di un calderone, deve scalare una montagna usando solamente un martello. Dopo essere salito sulla montagna, l'uomo arriva su una torre abbandonata, che gli da accesso a una serie di case e oggetti fluttuanti nel cielo (come un ammasso di scatole), passando poi a una cattedrale e la vetta di una montagna innevata, cioè la parte più difficile.
Nel gioco ci sono tre finali: quello principale, dove Diogenes scala una torre radio sulla cima della montagna ed entra nello spazio aperto dove inizia a fluttuare – dopo i crediti, al giocatore viene chiesto se sta registrando il gioco, e in caso negativo viene spedito in una chat assieme ad altri giocatori. Vi è poi il cattivo finale, dove il martello di Diogenes si blocca nella torre radio non permettendo al giocatore di continuare (questo era inizialmente un bug del gioco), l'ultimo finale è definito da Bennett Foddy "il finale reale": in un punto della mappa infatti appare un serpente, se il giocatore ci sale sopra sarà riportato all'inizio del gioco.
Durante il gameplay, il creatore Bennett Foddy parla direttamente al giocatore discutendo alcuni concetti filosofici correlati al gioco (come "ricominciare da capo"), commentando il modo in cui l'utente sta giocando e spiegando la storia dietro il gioco stesso, compiendo rotture alla quarta parete.
Getting Over It With Bennett Foddy è ritenuto particolarmente difficile per via dei comandi poco intuitivi. Inoltre, non vi è alcun checkpoint che permetta i salvataggi dei progressi ottenuti così da rendere possibile cadere e dover ricominciare tutto il percorso da capo.

## Sviluppo
Bennett Foddy crebbe in Australia tra gli anni '80 e '90. A quei tempi i giochi non contenevano alcun checkpoint, bensì facevano ripartire il giocatore dall'inizio in caso di morte, un esempio è Jet Set Willy.
Il videogioco trae evidente spunto da un precedente gioco gratuito del 2007 chiamato Sexy Hiking, sviluppato dall'autore polacco Jazzuo. Foddy scoprì il gioco nel 2007 e lo trovò memorabile, prendendolo come spunto per il suo primo gioco pubblicato nel 2008 QWOP, che divenne famoso per la sua estrema difficoltà. Cominciò a lavorare a Getting Over It nel 2014 e lo sviluppo durò 3 anni, egli stesso ritenendolo un "sequel spirituale di Sexy Hiking". L'anno dopo il rilascio ufficiale è stato reso disponibile anche per Android.

## Accoglienza
Il gioco è stato ricevuto molto positivamente dal pubblico, grazie all'innata difficoltà del gioco. Sia Rock Paper Shotgun che GameSpot lo hanno valutato come il miglior gioco del 2017, il gioco è stato candidato a ben 5 nomination lungo il 2018 in diverse premiazioni (tra cui "gioco dell'anno"), vincendo il Nuovo Award agli Independent Games Festival. Su Steam contava ben 2,7 milioni di giocatori al momento del rilascio.
Esistono molti riferimenti al videogioco in altri progetti, e il protagonista Diogenes fa dei cameo in altri platform, dal gioco sono stati tratti altri titoli simili, in ordine Only Up! (2023), A Difficult Game about Climbing (2024), Chained Together (2024) e altri fangame. Il gioco ha una grande community, e sono state create numerose mod che cambiano il gioco o alcuni suoi aspetti spesso anche del tutto; ad esempio Getting Under It, dove Diogenes deve scendere dalla montagna invece di scalarla e Getting Over It Multiplayer, una versione multigiocatore del videogioco.